# Chinaknowledge
Chinaknowledge – A Universal Guide for China Studies ist ein seit 2000 betriebenes enzyklopädieartiges sinologisches Online-Projekt des Sinologen Ulrich Theobald, der zurzeit an der Universität Tübingen forscht.
Das Projekt liefert Informationen über die chinesische Geschichte und Kultur in englischer Sprache, die oft nur schwer zugänglich sind. Es wendet sich an eine breite Öffentlichkeit: vom Akademiker und Studenten bis zum interessierten Laien. Das Eingangsportal ist untergliedert nach Kunst, Literatur, Geschichte, Religionen, Musik, Sprache und Schrift. Schwerpunkte sind nach eigenen Angaben traditionelle Literatur, Biographien, historische Begriffe und Wirtschaftsgeschichte. Viele Themenbereiche sind mit Übersichtsartikeln inklusive alphabetischen Indices oder Glossaren erschlossen. Aktualisierungen und Korrekturen finden in unregelmäßigen Abständen statt.
In dem Projekt werden größtenteils Artikel hochrangiger wissenschaftlicher Nachschlagewerke, wie z. B. des Siku da cidian und des vielbändigen Zhongguo da baike quanshu ('Große chinesische Enzyklopädie') systematisch ausgewertet. Zum großen Teil bestehen die Artikel aus englischen Übersetzungen. 
Die Online-Präsenz von verwendeten chinesischen Nachschlagewerken wie beispielsweise den genannten Siku da cidian und Zhongguo da baike quanshu gewährleistet eine weitgehende Transparenz, die auch dem Neuling einen raschen Einstieg zu einzelnen Themengebieten und zur Sekundärliteratur eines recherchierten Themenfeldes bietet. 
Das Projekt bietet viele Informationen aus Themenbereichen, die sonst keinen Eingang in Online-Enzyklopädien wie Wikipedia oder Baidu Baike und Hudong Baike (in China) gefunden haben oder darin nur aus unzureichenden Quellen gespeist wurden.